# 麥覺理湖市
麥覺理湖（City of Lake Macquarie）乃澳大利亞新南威爾士州沿海城市之一，位於悉尼以北約150公里；緊鄰紐卡索。1984年9月7日始升格為市，2006年人口將近19萬。當地最聞名的旅遊地點即是麥覺理湖市因之命名的「麥覺理湖」。

## 沿革
麥覺理湖郡始成立於1906年；1977年升格為鎮；1984年升格為市。

## 經濟
煤礦乃麥覺理湖市當前最重要的產業，比較次要的則是農業和製造業。本地的發電廠提供了州內25%的電力，市政府同時非常注重濕地的保護。

## 外部連結
- 麥覺理湖市政府 （页面存档备份，存于）